# Orquestra Sinfônica de São José dos Campos
A Orquestra Sinfônica de São José dos Campos, também conhecida como OSSJC, foi uma orquestra sinfônica que existiu na cidade de São José dos Campos, interior do estado de São Paulo. Foi criada em 2004 e teve como seu primeiro regente o maestro Rogério Santos.
Em 2006 o grupo passou por uma reestruturação comandada pelo maestro Júlio Medaglia. Após a reformulação e contratação de novos músicos, o maestro Marcello Stasi foi escolhido como seu regente titular e diretor artístico. Desde então, a orquestra foi se destacando e conquistando espaço no cenário artístico cultural do Vale do Paraíba.

## Extinção
A Orquestra Sinfônica de São José dos Campos foi extinta em janeiro de 2017 após o prefeito eleito Felício Ramuth (PSDB) anunciar o fim do contrato com o grupo.
Sob pretexto de que as contas do município estavam no vermelho, o prefeito extinguiu o grupo e decidiu ‘investir naquilo que é prioridade’. O anúncio foi feito através da sua página oficial do Facebook, onde o prefeito gravou um vídeo comunicando a extinção da orquestra. Em poucas horas o vídeo teve quase 700 comentários e 305 compartilhamentos.
Mesmo sob protestos e com argumentos de que as verbas da área da cultura e saúde são distintas, infelizmente o grupo foi extinto e mais de 45 pessoas, entre músicos, maestro e equipe técnica, ficaram desempregadas.